# شندل
شُنْدُل أو هازجة جرادة (الاسم العلمي: Locustella) هو جنس من فصيلة طيور الصادح.